# Cellule dormante
Vous pouvez aider à l'améliorer ou bien discuter des problèmes sur sa page de discussion.
- Il ne cite pas suffisamment ses sources. Vous pouvez indiquer les passages à sourcer avec {{référence nécessaire}} ou {{Référence souhaitée}}, et inclure les références utiles en les liant aux notes de bas de page. (Marqué depuis avril 2024)
- Il n’est pas rédigé dans un style encyclopédique. (Marqué depuis avril 2024)

- Archive Wikiwix
- Bing
- Cairn
- DuckDuckGo
- E. Universalis
- Gallica
- Google
- G. Books
- G. News
- G. Scholar
- Persée
- Qwant
- (zh) Baidu
- (ru) Yandex
- (wd) trouver des œuvres sur Wikidata

Une cellule dormante relie, dans le vocabulaire en pratique dans le domaine de l'antiterrorisme et du contre-espionnage défini par les services secrets, des espions ou agents infiltrés qui ne sont pas encore passés à l'action.

## Adaptation de la lutte
La recherche de ces organisations a été recentrée dans le contexte des dix dernières années[Quand ?] sur le plan mondial.
Les actualités radiophoniques ont notamment révélé la mise en place d'une structure permanente dans la capitale française dans laquelle interopèrent des agents des services secrets britanniques, américains, allemands et français.
De telles structures de coordination sont adaptées à la mondialisation des structures de terrorisme constaté depuis les cinq dernières années[Quand ?] (les cités d'Allemagne notamment avaient servi de bases arrière à l'infiltration d'un grand nombre des vingt-sept terroristes du 11 septembre)
Le démantèlement du projet d'attentats sur les lignes aériennes transatlantiques de 2006 est un cas réussi de l'identification puis de la neutralisation d'une cellule dormante ayant des ramifications pakistanaises au Royaume-Uni.

## Définition
Quatre niveaux de risque  sont définis, selon les caractéristiques observées par les comportements des agents objet d'une investigation :
- risque modéré : low risk cells
- risque moyen : medium risk cells
- risque important : high risk cells
- risque maximum : urgent risk cells

### Inspirations
- Thème du jeu informatique Tom Clancy's Splinter Cell
- Sujet obsessif du personnage principal du film Land of Plenty (Wim Wenders, 2004)